# Numero di Proth
In teoria dei numeri, un numero di Proth è un numero espresso nella forma 
{\displaystyle P=k2^{n}+1,}
dove k è dispari, n è un intero positivo, e 2n>k. I numeri di Proth sono così chiamati in onore del matematico François Proth.
Se un numero di Proth è primo, è chiamato primo di Proth: il teorema di Proth può essere usato per verificare la primalità di un dato numero di Proth.

## Esempi
I più piccoli numeri di Proth sono:
P0 = 21 + 1 = 3;
P1 = 22 + 1 = 5;
P2 = 23 + 1 = 9;
P3 = 3 × 22 + 1 = 13;
P4 =  24 + 1 = 17;
P5 = 3 × 23 + 1 = 25;
P6 = 25 + 1 = 33.